# Taltal
Taltal es una ciudad y comuna del Norte Grande de Chile. Es parte de la provincia de Antofagasta, región de Antofagasta. Integra junto con las comunas de Antofagasta, Mejillones y Sierra Gorda el Distrito Electoral N.º 4 y pertenece a la 2.ª Circunscripción Senatorial.
La comuna abarca 20.405,1 km². Limita al norte con Antofagasta, al sur con Chañaral y Diego de Almagro, al oeste con el mar chileno y al este con la comuna de Antofagasta.
Las principales actividades económicas de la comuna son la pequeña minería del cobre y la pesca. Actualmente Taltal busca posicionarse como un destino turístico.
Dentro de la comuna se encuentra uno de los observatorios más grandes del mundo "Very Large Telescope", y actualmente está en construcción un nuevo observatorio denominado "ELT" en la cima del cerro Armazones.

## Etimología
El origen etimológico del nombre es la palabra en mapudungun thalthal, un ave nocturna.

## Historia

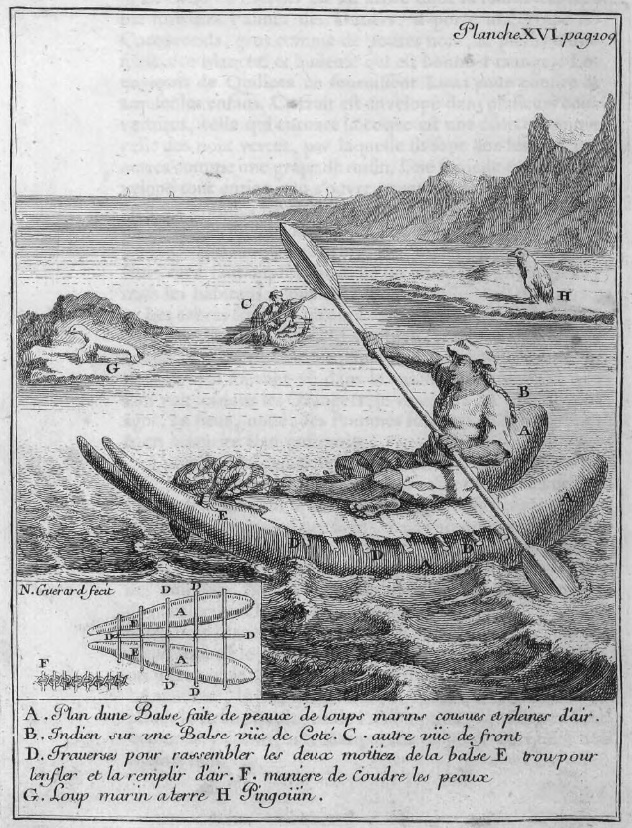
Balsa de cuero de lobo de pueblos costeros llamados Changos en el año 1716, durante la visita de Frézier a Chile

### Época prehispánica
La presencia del hombre en Taltal se encuentra desde épocas prehispánicas. Uno de los mayores descubrimientos realizados recientemente es la explotación minera de óxido férrico en la mina San Ramón localizada al norte de Taltal. Esta labor la habrían realizado los habitantes de la cultura Huentelauquén que habitó en sus inmediaciones hace más de 12.000 años, constituyendo la explotación minera más antigua de Chile y América y una de las más antiguas del mundo hasta ahora conocida. En el sitio arqueológico San Ramón 15, donde se encuentra la mina más antigua los pueblos antiguos habrían removido más de 2.000 toneladas de roca para extraer pigmentos rojos de óxido de hierro, para lo cual realizaron una trinchera a cielo abierto de 40 metros de largo por 5 metros de ancho y con una profundidad que aún no ha sido precisada ya que continúan los trabajos de excavación, esto podría ser evidencia que de una sociedad con una economía más compleja ya que habría una producción de minerales a gran escala, lo que podría deducirse en que sus excedentes estaban destinados al intercambio comercial.
El sitio San Ramón 15 posee dos etapas de explotación bien definidas, la primera entre los 12 mil y 10 mil años de antigüedad correspondiente a la cultura Huentelauquén, después hay un periodo de abandono y entre los 4.500 y 4.000 años atrás se vuelve a explotar este yacimiento sobre la base de los desmontes y algunas pequeñas vetas laterales que permitieron ampliar la trinchera.
De acuerdo a las investigaciones, los óxidos de hierro jugaron un rol destacado para ser utilizados tanto en rituales como en la vida cotidiana. A lo largo de varios periodos los pigmentos amarillos y rojos han sido utilizados en rituales funerarios para pintar los cuerpos de los difuntos, hay evidencias de haber utilizado pigmentos con fines ceremoniales en algunos objetos de la cultura Huentelauquén, posterior a este período hay evidencias de uso en ritos funerarios, también han sido usados por los pueblos costeros conocidos como changos para tratar cueros de lobo marino en la fabricación de balsas y también para uso de pintura corporal.

### Época hispánica

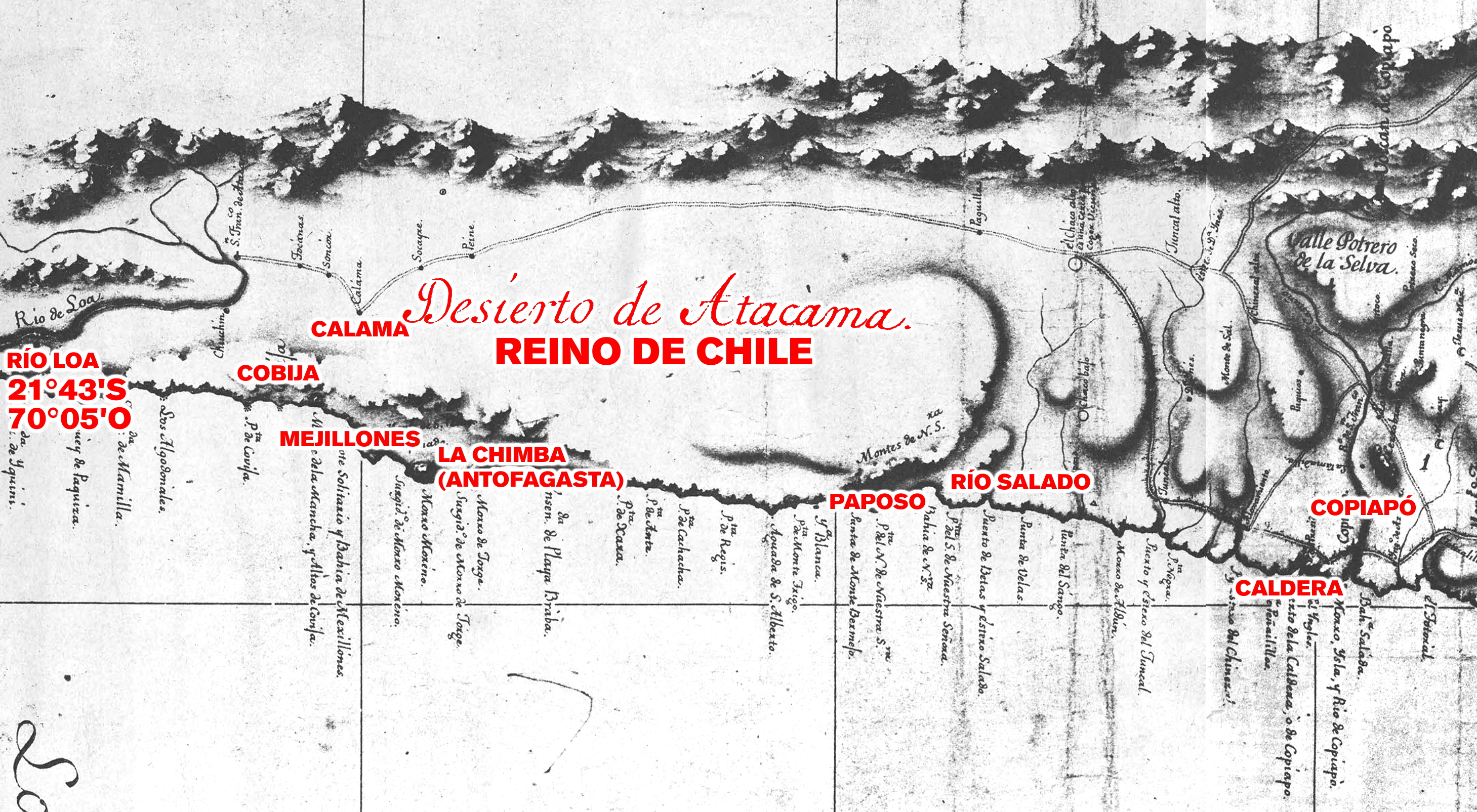
Mapa de Andrés Baleato, de 1793 mostrando el límite entre Chile y Perú en el río Loa.

Existen antecedentes en el período de la conquista sobre el uso de pigmentos para tratar cueros (Vivar, 1558). El uso de pigmentos corporales por parte de los pueblos costeros se extendió en el período de la colonia, según se deduce de un relato del cronista español Lizárraga (1594-1608) que pensaba que la coloración del cuerpo de los changos se debía al consumo de sangre de lobo marino. Incluso se informó el uso de este pigmento en la preparación de pieles de lobo marino para la fabricación de balsas inflables de cuero de lobo (Capdeville en 1920).

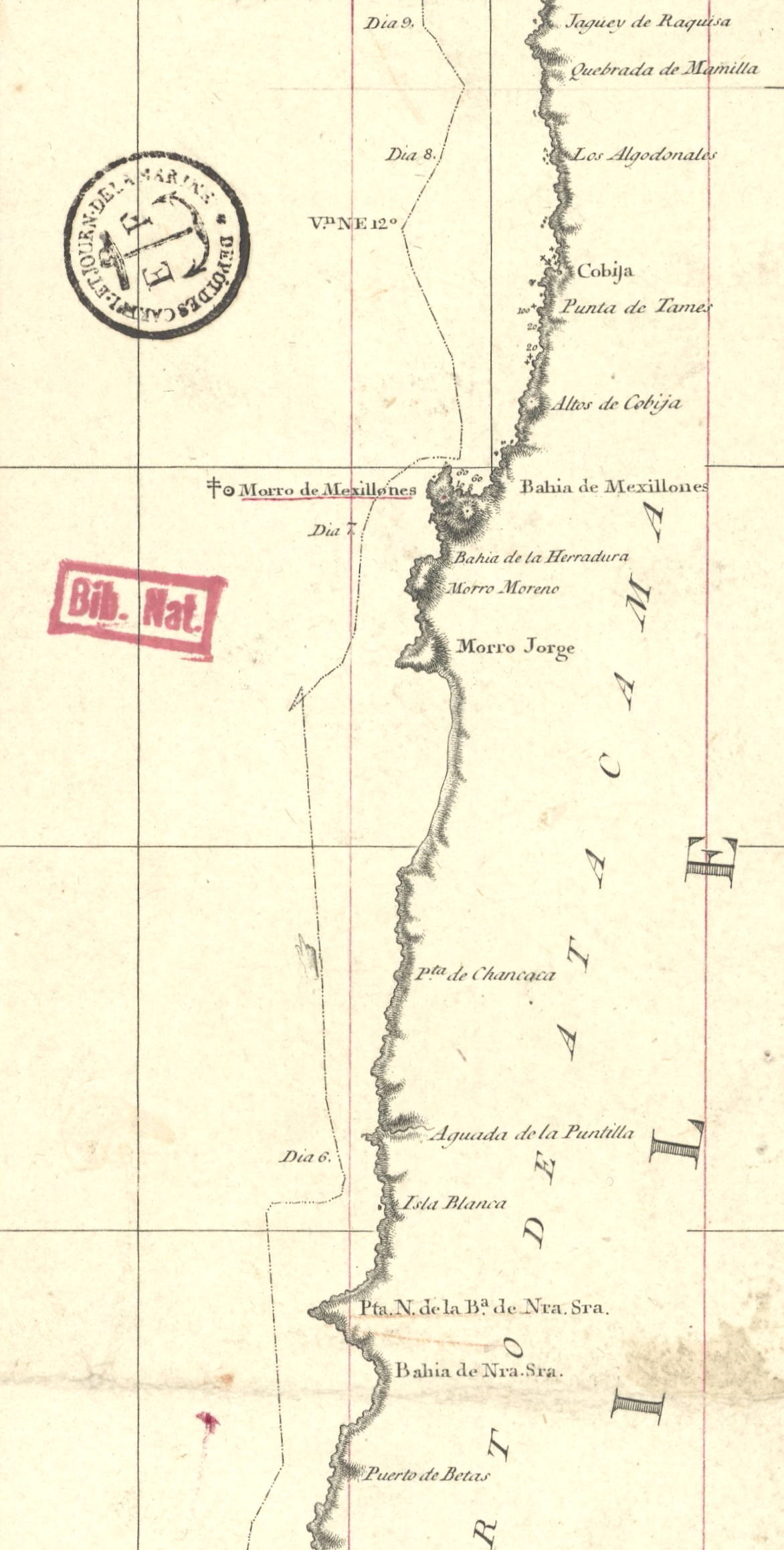
El desierto de Atacama en la Carta esférica de las costas del Reyno de Chile de 1799.

Durante la época del Imperio español, Taltal formó parte del corregimiento de Copiapó de la Capitanía General de Chile. En 1674, el corregidor de Copiapó fundó Paposo.
El 6 de septiembre de 1777, se emitió una Real Orden referida al cobro relacionada al almojarifazgo y alcabalas en Chile el cual hace mención de los pueblos de la zona como parte de la jurisdicción chilena:

Aunque en el corregimiento de Copiapó, cuya cabeza es la villa de San Francisco de la Selva, se contienen los puertos de Cobija y bahía de Mexillones, puerto de Betas, el de Juncal, el de Copiapó o la Caldera, Bahía Salada, puerto del Totoral y el del Huasco, como son tan accidentales las arribadas de navíos con este arreglo, y también a las cortas entradas que puedan ocurrir por la cordillera, camino del Despoblado y de territorio de aquella jurisdicción, el administrador de este destino propondrá el sujeto o sujetos que conceptuare necesarios para la mejor recaudación de dichos ramos y aumento de la Real hacienda
Archivo General de Indias de Sevilla, Audiencia de Chile, legajo 328.

Asimismo, en el mapa levantado por la Armada española en 1792, se incluye dentro de Chile desde el paralelo 22° al sur, en otras palabras, desde la zona del río Loa. En el mapa de 1793 elaborado por Andrés Baleato, director de la Escuela Náutica de Lima, por orden del virrey Francisco Gil de Taboada y Lemus, Chile tiene como frontera norte el grado 21° y medio, en específico la desembocadura del río Loa, haciendo mención explícita que la zona estaba despoblada y recién habían poblados desde el paralelo 24°.
Hipólito Unanue publica sobre el Perú en 1793 lo siguiente: 

La ensenada de Túmbez lo separa por el norte del Nuevo Reino de Granada y el río Loa por el sur del desierto de Atacama y reino de Chile
Guía política, eclesiástica y militar del virreinato del Perú de 1793

En la memoria que Francisco Gil de Taboada le dio a su sucesor Ambrosio O'Higgins en 1795 se describe el límite entre el Perú y Chile en el río Loa.

### Época republicana

Disputa del desierto de Atacama entre Bolivia y Chile.

Entre 1825 y 1879 se desarrolló la disputa del desierto de Atacama entre Bolivia y Chile durante la cual se firmaron los tratados de 1866 y 1874 los cuales fijaron la frontera en el paralelo 24 sur, reafirmando la soberanía chilena sobre Taltal. En 1879 estalla la guerra del Pacífico en donde Chile ocupa Antofagasta y el resto de la costa que Bolivia poseía, territorios que cede en con el pacto de tregua de 1884 y el tratado de 1904.
En 1882 se inauguró el ferrocarril salitrero construido por The Taltal Railway Co., empresa inglesa con sede en Londres. Tenía una línea de 150 kilómetros hasta Cachinal de la Sierra y ramales a todas las oficinas salitreras. Fue vendido a particulares en 1954 y desmantelado en 1970 debido a la paralización de la última salitrera con sistema Shank, la Oficina Alemania.
Taltal fue fundada el 12 de julio de 1858, como efecto del Decreto Supremo N.º 91 firmado por el Presidente de Chile Manuel Montt Torres para que José Antonio Moreno Palazuelos utilizara la localidad como puerto. Luego descubriría el cantón de Aguas Blancas al este de Caleta El Cobre, aun así mantuvo la prioridad en la extracción del Cobre, destacando dentro de sus hallazgos caleta El Cobre, Canchas, Gentil, Matancillas.
En 1877, y como fomento a la nueva industria del salitre, el gobierno de Chile, en aquel entonces encabezado por el presidente Aníbal Pinto, trazó la ciudad de Taltal y ordenó poblarla, desplazando entonces a Copiapó como la ciudad más septentrional de Chile.
En 1884 con el territorio de los departamentos de Caldera y Copiapó se da forma a los nuevos departamentos de Taltal, Chañaral y Copiapó en la Provincia de Atacama.

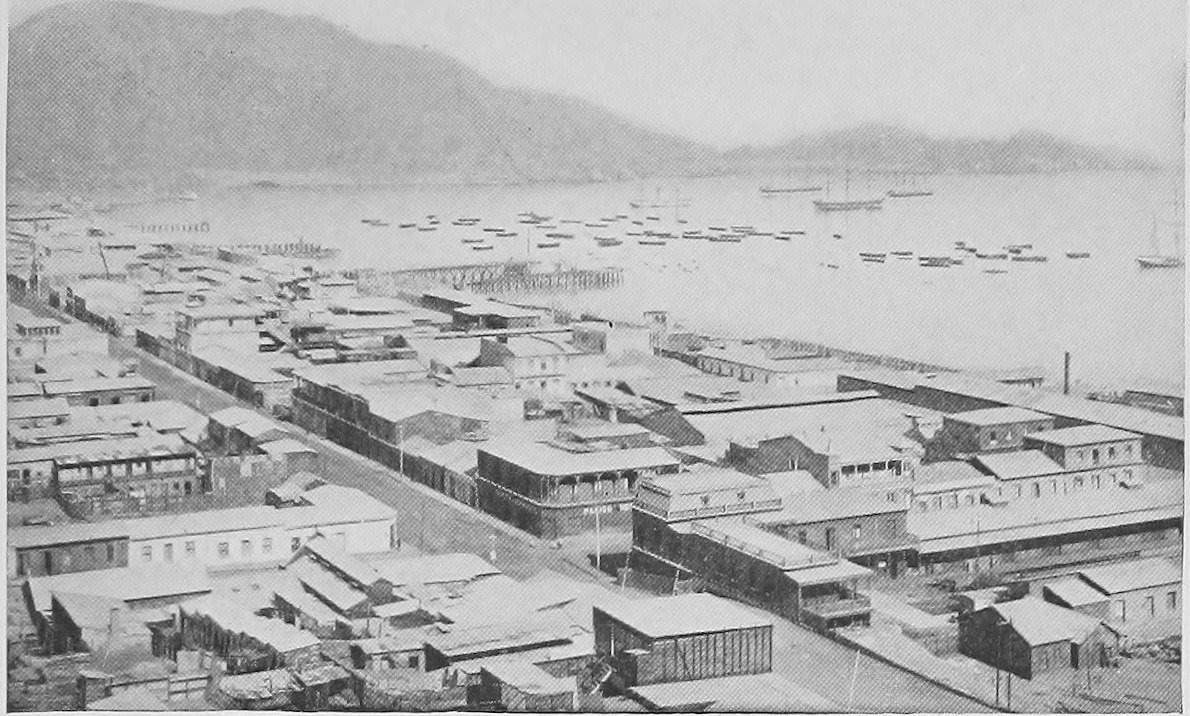
Taltal hacia 1922.

Con la Ley 12-6-1888 (12 de julio de 1888) se crea la Provincia de Antofagasta, con el antiguo territorio boliviano de Antofagasta y el departamento de Taltal de la Provincia de Atacama. Desde entonces Taltal forma parte de la Provincia de Antofagasta.
En la época del salitre, Taltal llegó a tener 20.000 habitantes, población hasta la fecha no superada y fue el tercer puerto salitrero más importante. El salitre le dio prosperidad a la ciudad hasta 1930. Durante esa época en la ciudad había consulados, siete muelles de embarque, cuatro de pasajeros y fue el tercer puerto salitrero en importancia del norte de Chile.
El ahora tranquilo puerto de Taltal, tuvo a finales del siglo XIX y principios del siglo XX una agitada vida. Los 20 mil habitantes que la ciudad poseía en aquella época disfrutaban del teatro y la ópera, además de haber, ocasionalmente, carreras de caballos y corridas de toros.
Francisco Astaburoaga escribió en 1899 en su Diccionario Geográfico de la República de Chile : 790  sobre el lugar:

Taltal.-—Ciudad y puerto, capital del departamento de su título con 4,761 habitantes. Está situada en los 25º 25' Lat. y 70º 33' Lon. La población se extiende al fondo austral de la bahía, comprendiendo veinte y tres manzanas de cien metros por lado con excepción de cuatro ó cinco de mayor área divididas por calles de veinte metros de ancho; una de las manzanas ocupa la plaza pública y otra se reserva el hospital. Contiene un caserío de regular aspecto, con edificios para la gobernación y municipalidad, la aduana, iglesia, oficinas de registro civil y de correo, hospital, cárcel, cuartel militar y estación del ferrocarril construido en 1881, que se extiende hacia el interior del departamento hasta las minas de Cachinal por unos 140 kilómetros; hay también establecimientos para beneficio de minerales y de salitre y máquinas para la destilación de agua potable de que carecen las cercanías de la ciudad[11]; oficinas de correos y de telégrafo, tres escuelas públicas primarias, companías de bomberos voluntarios, club social, hoteles medianamente buenos, puestos industriales y de comercio, &c. Para el tráfico del puerto se han construido desde 1802 á 1880 siete muelles, cuyo movimiento marítimo ha llegado á ser de importancia, ofreciendo el surgidero entera seguridad para buques de cualquier porte. Este puerto, aunque servía desde atrás al embarque de minerales, fué habilitado en 12 de julio de 1858 para ese comercio á solicitud de Don Antonio Moreno, principiando entonces y con el descubrimiento de nuevos minerales en Cachiyuyal en el año siguiente, á tomar este antiguo embarcadero forma de población, y aún más especialmente desde que en 1862 fué mejorado por el mismo Moreno con su primer muelle. Formalizada la actual planta del pueblo conforme á los decretos de 26 de junio de 1877 y 31 de mayo de 1879, se aumentó su caserío, se incluyó su puerto por ley de 20 de enero de 1881 en la categoría de puerto mayor para el comercio de importación y exportación y se le erigió primero en 13 de mayo de 1882 en asiento de municipalidad especial y después por ley de 14 de enero de 1884 en capital de su departamento con el título de ciudad. Taltal toma el nombre del thalthal que se da en el idioma indígena á una ave, especie de cernícalo; pero esta denominación no se registra en Alcedo, ni la apunta la Carta que se mencionan en el artículo Lávata. Algunos suponen ser este puerto el del Juncal; véase.

Posteriormente, el geógrafo chileno, Luis Risopatrón describe a Taltal en su libro Diccionario Jeográfico de Chile en el año 1924: : 865 

Taltal (Ciudad) 25° 26' 70° 35' Consta de unas 130 manzanas, cortadas por calles de 20 m de ancho, se estiende en su mayor largo de N E a SW i está dividida en dos partes por el cerro Central; contiene un caserío de regular aspecto, ofrece establecimientos de beneficio de minerales, máquina para la destilación de agua i estación de ferrocarril al interior, construido en 1881, a 12 m de altitud. Principió a formarse en 1859, con el descubrimiento de nuevos minerales en Cachiyuyal i se formalizó su planta conforme a los decretos de 26 de junio de 1877 i 31 de mayo de 1879; se ha anotado un aumento anual de la población de 5,77% en el período de 1895-1907, con una proporción de alfabetos en esta última fecha de 64,8%. En 3 años de observaciones, se ha rejistrado 30,7°C i 8,2°C para las temperaturas máxima i mínima, con promedios anuales de 17,5° C para la temperatura, 7,9° C para la oscilación diaria, 6 8 % para la humedad relativa, 5,5 para la nebulosidad (0-10) i 9 mm para el agua caida, anotándose 4,9 mm de agua caida en 6 dias de lluvia, con 2 mm de máxima diaria, en 1921.

Al iniciarse la crisis salitrera, producto de la creación del salitre sintético, se fueron cerrando todas las oficinas ubicadas en el cantón. Entre 1942 y 1960 paralizan grandes oficinas salitreras del Cantón de Taltal. El 13 de diciembre de 1966 deja de funcionar la Oficina "Flor de Chile" y 10 años más tarde, en 1976, cierra la Oficina "Alemania", cuyas ruinas fueron desmanteladas por particulares.
Hoy en día las actividades que sustentan a Taltal son la pequeña y mediana minería y la pesca artesanal.

## Medio ambiente

### Geomorfología y componentes abióticos

Trazado simplificado de los ecosistemas y cuerpos de agua presentes en la comuna de Taltal.

La comuna de Taltal se encuentra emplazada en las unidades geomorfológicas de Pampa ondulada o austral, Cordillera de la costa, Gran fosa prealtiplanica, Farellón costero, Pediplanos, glacis y piedemont y Precordillera de Domeyko; y presenta según la clasificación climática de Köppen clima de tundra (ET), clima desértico cálido (BWh), clima desértico cálido de lluvia invernal (BWh (s)), clima desértico frío (BWk), clima desértico frío de lluvia invernal (BWk (s)), clima semiárido (BSk) y clima semiárido de lluvia invernal (BSk (s)). Esta además se halla entre las cuencas hidrográficas de Costeras entre la Quebrada la Negra y Quebrada Pan de Azúcar, Costeras de la Quebrada Pan de Azúcar y río Salado, Endorreicas entre Frontera y Vertiente del Pacífico, Endorreicas entre el salar de Atacama y Vertiente del Pacífico y Quebrada La Negra. Además, la comuna posee diversos cuerpos de agua, entre los que se destacan la quebrada taltal, quebrada El Hueso y quebrada San ramón.

### Componentes bióticos
Dentro del territorio de la comuna se pueden hallar los siguientes ecosistemas:
- Desierto tropical interior con vegetación escasa (Preocupación menor)
- Matorral bajo desértico tropical interior donde predominan Adesmia atacamensis y Cistanthe salsoloides (Preocupación menor)
- Matorral bajo desértico tropical interior donde predominan Nolana leptophylla y Cistanthe salsoloides (Preocupación menor)
- Matorral bajo tropical andino donde predominan Adesmia frigida y Stipa frigida (Vulnerable)
- Matorral desértico mediterráneo costero donde predominan Euphorbia lactiflua y Eulychnia iquiquensis (Preocupación menor)
- Matorral desértico mediterráneo costero donde predominan Euphorbia lactiflua y Eulychnia saint-pieana (Preocupación menor)
- Matorral desértico mediterráneo costero donde predominan Gypothamnium pinifolium y Heliotropium pycnophyllum (Preocupación menor)
- Matorral desértico mediterráneo interior donde predominan Oxyphyllum ulicinum y Gymnophyton foliosum (Preocupación menor)
- Matorral desértico mediterráneo interior donde predominan Skytanthus acutus y Atriplex deserticola (Preocupación menor)
- Zonas geográficas hinóspitas sin vegetación (Sin información)

### Medidas de protección ambiental y conflictos socioambientales
Hasta 2022, la comuna de Taltal cuenta con las siguientes zonas que poseen algún nivel de protección ambiental:
- Costa de Paposo 1 (Sitios ERB)[18]
- Costa de Paposo 2 (Sitios ERB)[19]
- Monumento Natural Paposo Norte (Monumento Natural)
- Parque Nacional Llullaillaco (Parque Nacional)[20]
- Parque Nacional Pan De Azúcar (Parque Nacional)

## Demografía
La comuna tiene una población de 13.317 habitantes de acuerdo al censo del año 2017 distribuidos en 7.481 varones y 5.836 mujeres.  
Taltal acoge al 2,4 % de la población total de la Región de Antofagasta. Un 16,5% corresponde a población rural y un 83,5% a población urbana.

## Administración
Taltal pertenece a la 2.ª circunscripción (II - Antofagasta), que está representada en el Senado por Pedro Araya Guerrero (independiente) y Alejandro Guillier Álvarez (independiente). Como parte del distrito número 4, en la Cámara de Diputados la representan Marcela Hernando (PRSD) y Paulina Núñez Urrutia (RN).
La Ilustre Municipalidad de Taltal es dirigida actualmente por el alcalde Mario Acuña Villalobos, quien también preside el Concejo Municipal, que está integrado por los concejales:
- Joanna Núñez (PS)
- María Mondaca (UDI)
- Segundo Llanos
- Lesly Chacc
- Cristian Ramírez
- Guillermo Tabilo

## Economía
En 2018, la cantidad de empresas registradas en Taltal fue de 148. El Índice de Complejidad Económica (ECI) en el mismo año fue de -0,71, mientras que las actividades económicas con mayor índice de Ventaja Comparativa Revelada (RCA) fueron Explotación de Otras Minas y Canteras (110,99), Pesca Artesanal y Extracción de Recursos Acuáticos, incluyendo Ballenas (62,12) y Servicios Relacionados con la Pesca, excepto Servicios Profesionales (60,47).

### Energías renovables
La comuna posee un alto potencial para la generación eléctrica mediante energías renovables en el país, especialmente eólica y solar.  El Parque Eólico Taltal es uno de los parques eólicos más grandes que aporta al sector eléctrico en Chile, con una potencia bruta de 99 MW, los cuales se conectan a la red del Sistema Interconectado Central (SIC). Asimismo, las plantas solares Lalackama I y II abastecen de energía solar fotovoltaica a la región.

## Servicios
En los últimos años, Taltal ha experimentado mejoras significativas en su infraestructura. Se han construido nuevos establecimientos educacionales como el colegio "Alondra Rojas Barrios" (2005) y se han mejorado escuelas como "Victor Hugo Carvajal Meza" y "Victoriano Quinteros Soto". Entre otras obras destacan la Biblioteca Pública N°219, un nuevo muelle de pescadores (2008), el Centro Cultural (2013), la Parroquia "San Francisco Javier" (2011), el Liceo "Juan Cortés Monroy Cortés" (2013), el Parque Urbano Cerro La Virgen y nuevas infraestructuras como el Juzgado de Letras.
Entre 2019 y 2023 se proyectan nuevas obras como la reposición del Liceo C-20, un sistema de alcantarillado en Caleta Cifuncho, la restauración de casas del sector ferroviario salitrero, una nueva costanera en Playa Atacama, un nuevo hospital, un jardín infantil, mejoras en balnearios y playas, así como el desarrollo del Parque Urbano Cerro La Virgen.

## Cultura
Taltal cuenta con una rica oferta cultural y patrimonial que destaca tanto por su legado histórico como por las actividades que se realizan a lo largo del año.

### Monumentos
El Parque Nacional Llullaillaco es un área protegida de 268.670 ha, gestionada por la Corporación Nacional Forestal (CONAF). Se encuentra en la Cordillera de Los Andes, entre los 3.000 y 6.700 m s. n. m. Dentro del parque destacan el Volcán Llullaillaco (6.739 m s. n. m.), el Cerro de la Pena (5.260 m s. n. m.) y el Cerro Aguas Calientes (5.060 m s. n. m.). Es hogar de especies como la vicuña (Vicugna vicugna) y el guanaco (Lama guanicoe), siendo uno de los puntos con mayor densidad de estas especies en la región. Parte del parque se encuentra en la comuna de Taltal.
El Observatorio Paranal se sitúa en el Cerro Paranal, a 110 kilómetros al norte de Taltal. Este observatorio, administrado por el Observatorio Europeo Austral, es reconocido internacionalmente por sus instalaciones avanzadas, como el AT y el VLTI. Próximamente, el ELT (Extremely Large Telescope) se ubicará en el Cerro Armazones, a 20 km al este del Cerro Paranal.

### Patrimonio arquitectónico
En Taltal se conservan varias edificaciones de valor patrimonial, registradas en el Inventario del Patrimonio Cultural de Inmuebles de Chile. Entre ellas, destacan el Teatro Alhambra (1921), el Museo Augusto Capdeville (1885), las casas del ferrocarril (1886), el Hotel Plaza (1898), las casas del sector céntrico, y la Iglesia de San Francisco Javier, que fue destruida por un incendio en 2007 y reconstruida en 2011.

#### Iglesia de San Francisco Javier

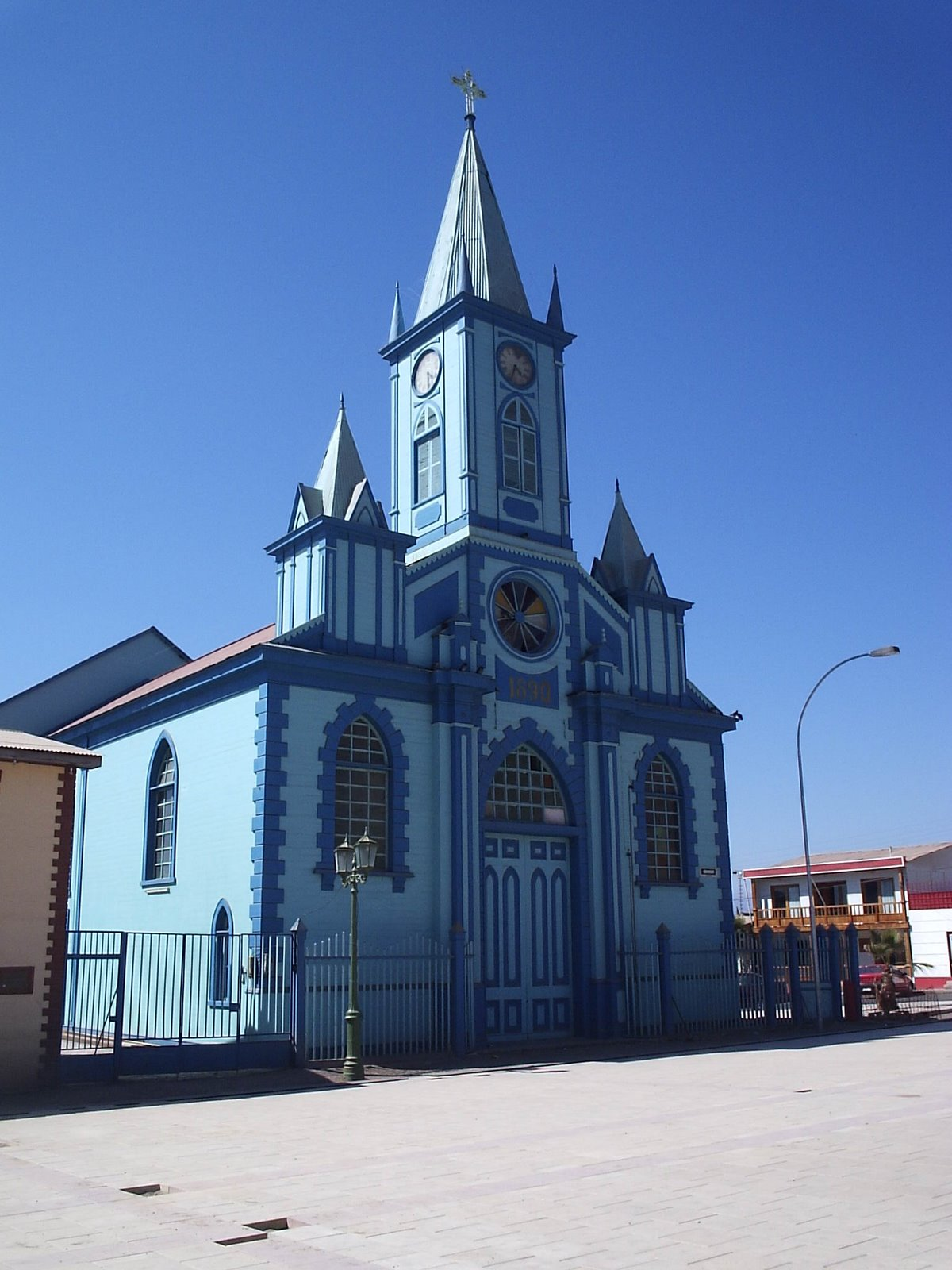
Iglesia de Taltal, antes del 5 de enero de 2007.

Construida en la década de 1860, la Iglesia de San Francisco Javier fue un ícono de Taltal, reconocida por su campanario visible desde casi cualquier punto de la ciudad. De estilo gótico alemán y hecha completamente de madera de pino oregón, la iglesia fue inaugurada en 1890. Aunque fue destruida por un incendio en 2007 durante labores de restauración, su reconstrucción comenzó en 2011, y fue reabierta en abril de 2013. El 7 de junio de ese año fue consagrada nuevamente como templo.

#### Teatro Alhambra

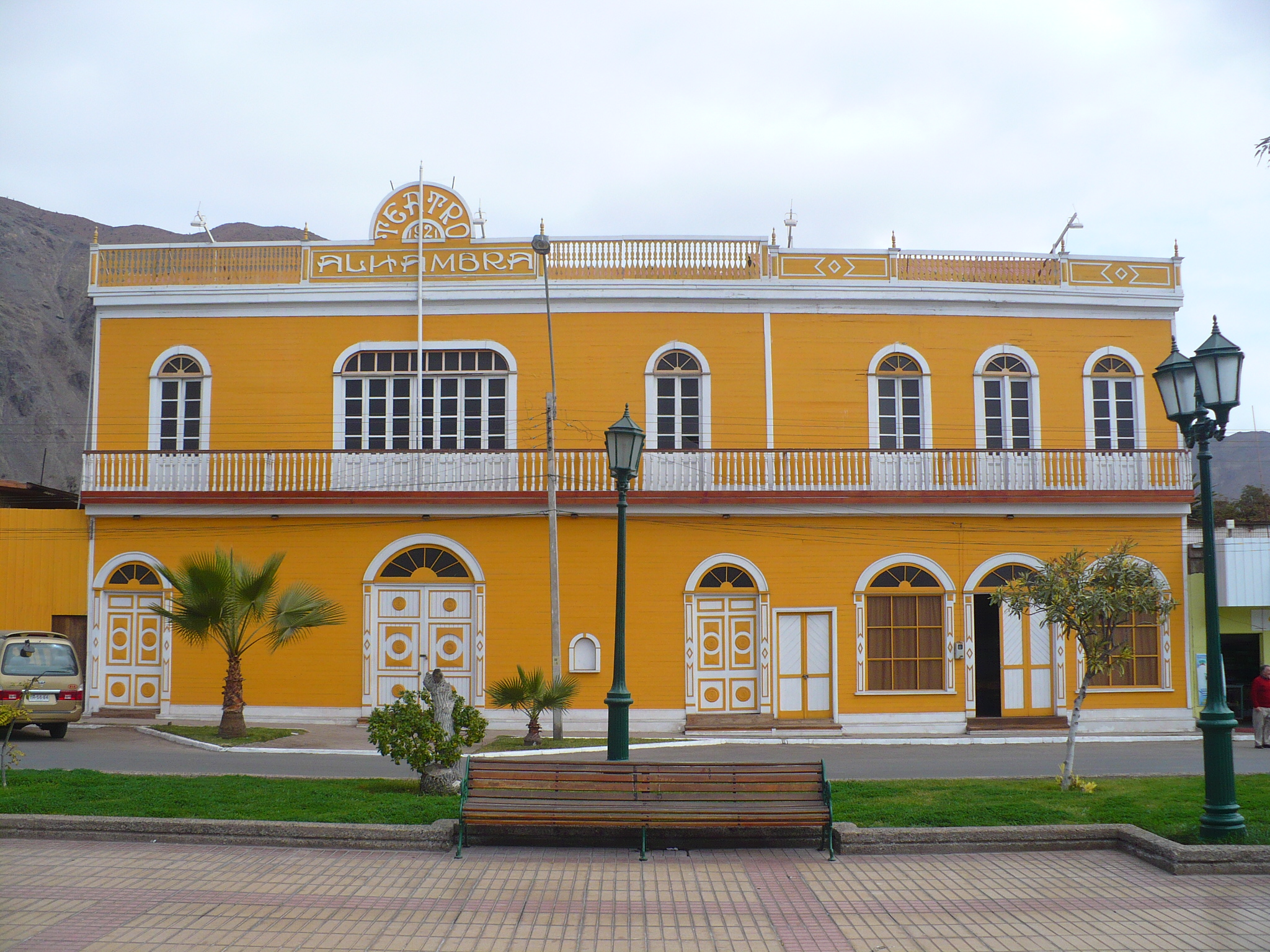
Teatro Alhambra.

El Teatro Alhambra, ubicado frente a la Plaza Arturo Prat, fue construido en 1921 por la familia Perucci. Este teatro fue un importante centro de actividades culturales y sociales en Taltal, albergando obras de teatro y proyecciones de cine. Su estructura es de pino oregón y cuenta con pavimentos originales de cemento y baldosas de la época. Fue declarado Monumento Nacional en 2009, bajo el decreto N°79. En 2018, se aprobaron fondos para evaluar su restauración y preservar su legado cultural.

#### Locomotora Kitson Meyer N°59

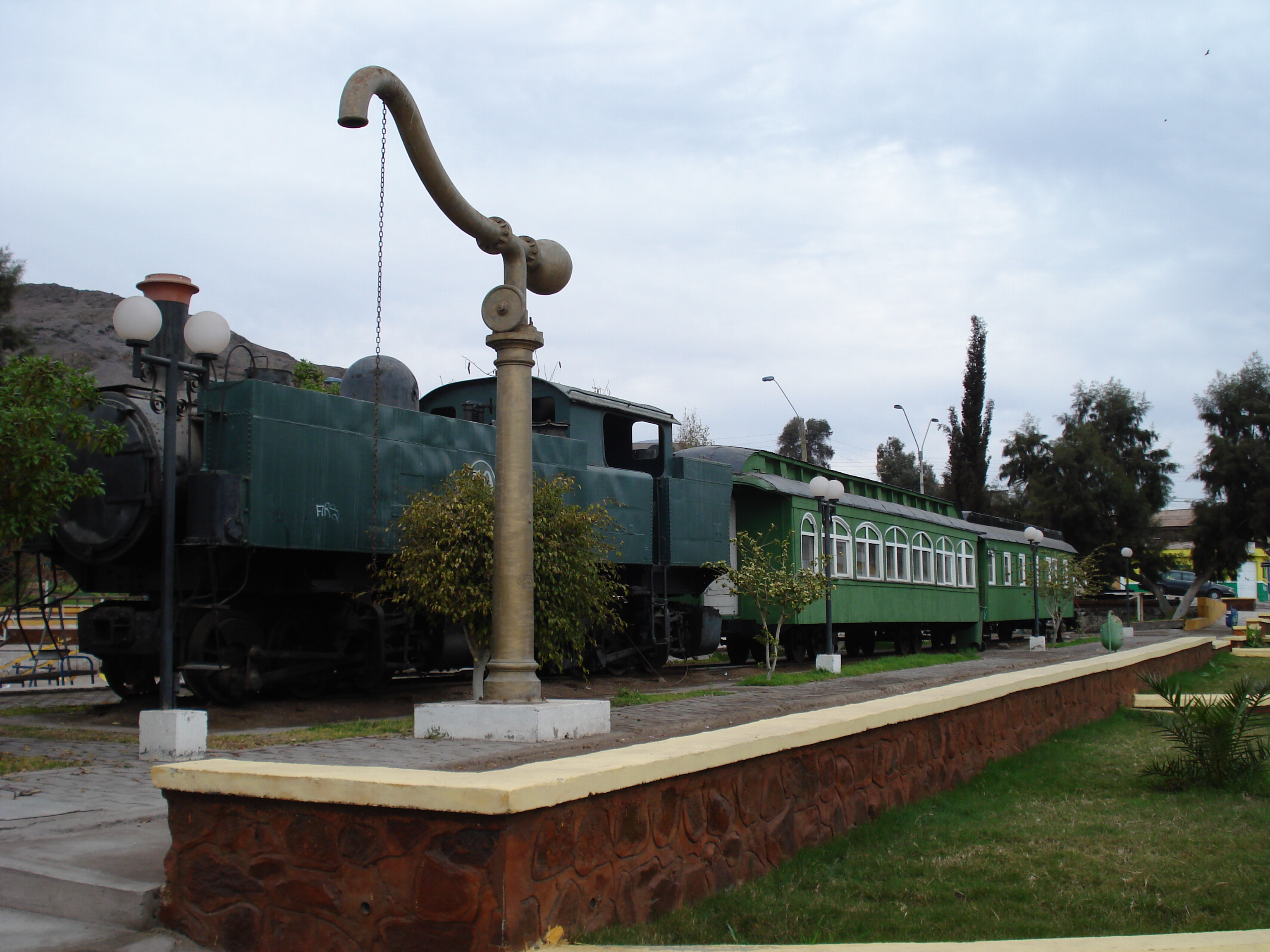
Locomotora Kitson Meyer.

La Locomotora Kitson Meyer N°59, construida en 1907, es el único ejemplar superviviente de las locomotoras Kitson-Meyer en Taltal. Funcionó hasta mediados de la década de 1970, cuando el último ferrocarril salitrero cesó sus operaciones. Fue declarada Monumento Histórico Nacional en 1979, y ha sido restaurada y ubicada en un espacio rodeado de áreas verdes, juegos infantiles y pérgolas, con un enfoque en preservar la historia salitrera de la región.

### Celebraciones tradicionales
Taltal celebra diversas festividades durante el año:
- En enero y febrero, destacan el Teatro Zicosur, la Fiesta de La Puntilla (11 de febrero), y el Carnaval, que cierra el verano con pasacalles, grupos musicales y fuegos pirotécnicos.
- En mayo, el desfile en honor a las Glorias Navales se realiza en la calle Esmeralda, seguido por una ofrenda floral en el muelle de pescadores.
- El Día de San Pedro (29 de junio) es una celebración católica en la que la imagen del santo es paseada en bote.
- El aniversario de Taltal (12 de julio) se celebra con música y fuegos artificiales.
- En septiembre, se realiza la Pampilla, una celebración típica chilena con juegos criollos y actividades familiares.
- En diciembre, la celebración navideña incluye la entrega de juguetes por la municipalidad y la visita del Viejo Pascuero, acompañada de desfiles de carros alegóricos.

## Lugares de interés
Taltal ofrece una variedad de sitios de interés histórico, natural y arquitectónico.
- La Playa Cifuncho, ubicada a 30 kilómetros al sur de la ciudad, es conocida por su belleza escénica, con arenas blancas y aguas turquesas. Es considerada una de las playas más hermosas de Chile.
- Quebrada El Médano, situada 90 kilómetros al norte de Taltal, es famosa por sus pinturas rupestres, que datan de entre 500 y 1000 años de antigüedad y fueron realizadas por la extinta cultura de los changos.
- Caleta Paposo, ubicada 54 km al norte de Taltal, fue un importante centro minero en el pasado. Rodeada de aguadas y pastizales, es rica en flora y fauna del desierto costero. También tiene valor histórico, pues fue el límite entre Chile y Bolivia en 1866.

## Transporte
La ciudad se conecta hacia el resto del país por la ruta 5 Panamericana, que conecta a la ciudad de manera indirecta con el resto del país.
Además, se conecta por la ruta 1 semicostera, terminada de pavimentar a principios de febrero de 2010. Dicha alternativa permite ahorrar 90 km en comparación con la ruta 5; dicha ruta comprende solamente el tramo Taltal - Antofagasta.

## Deportes

### Fútbol
Deportes Taltal participó en la edición 2009 del Torneo AFUNOR.

## Medios de comunicación

### Radioemisoras
- 91.3 - Canal 95 (Antofagasta) [25]
- 93.5 - FM Plus (Antofagasta) [26]
- 97.5 - Madero FM (Antofagasta)
- 98.3 - Definición FM
- 99.9 - Radio Carnaval (Antofagasta)
- 101.5 - Manantial FM (Antofagasta)
- 103.7 - Taltal FM

### Medio digital
La ciudad también cuenta con un medio digital independiente llamado Taltal TV.